# Jean-Baptiste Natama

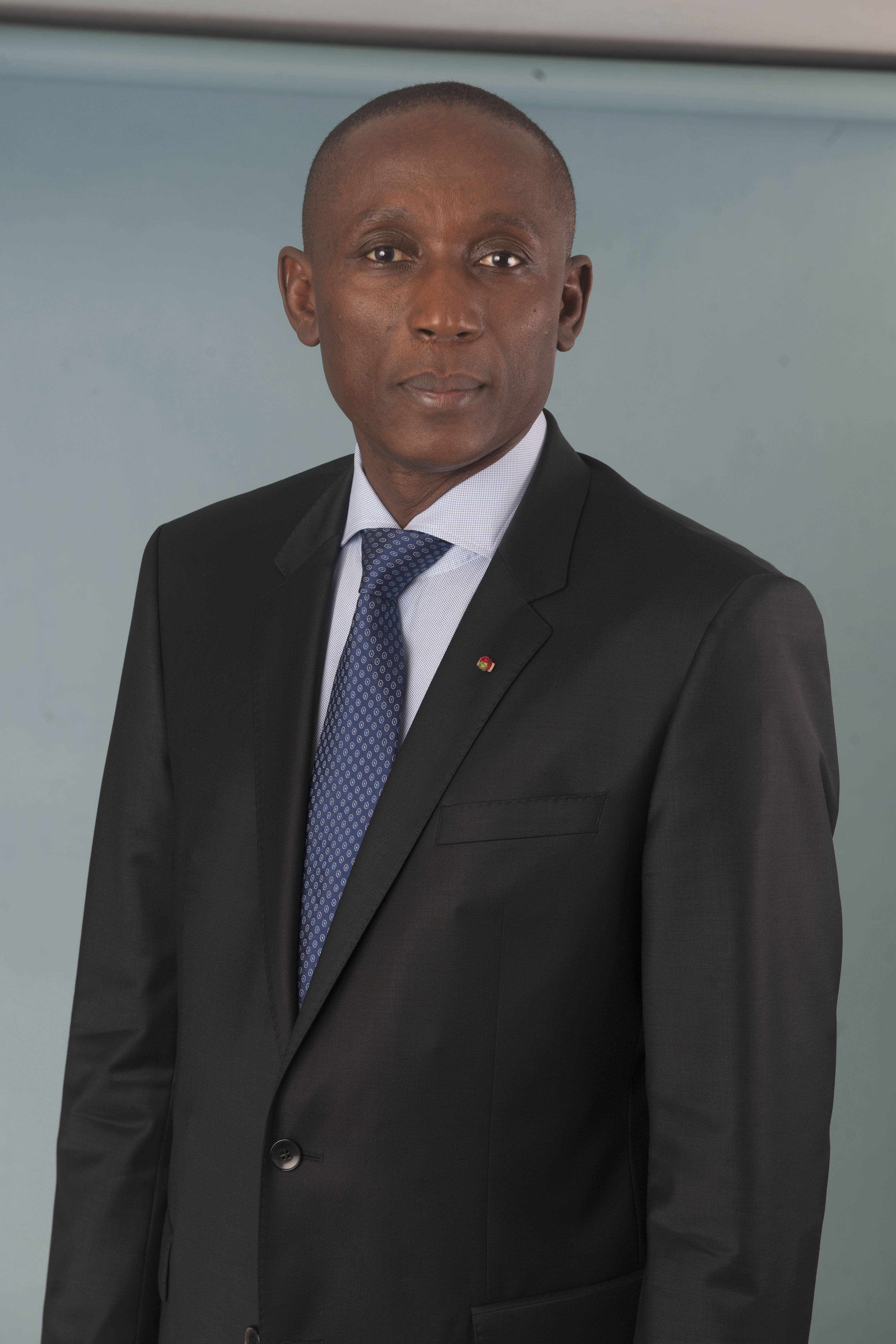
Foto, 2015

Jean-Baptiste Toubo Tanam Natama alias Toubo Tanam (Léo, 30 de agosto de 1964-Uagadugú, 18 de marzo de 2018) fue un diplomático, político, escritor y coronel burkinés.

## Trayectoria

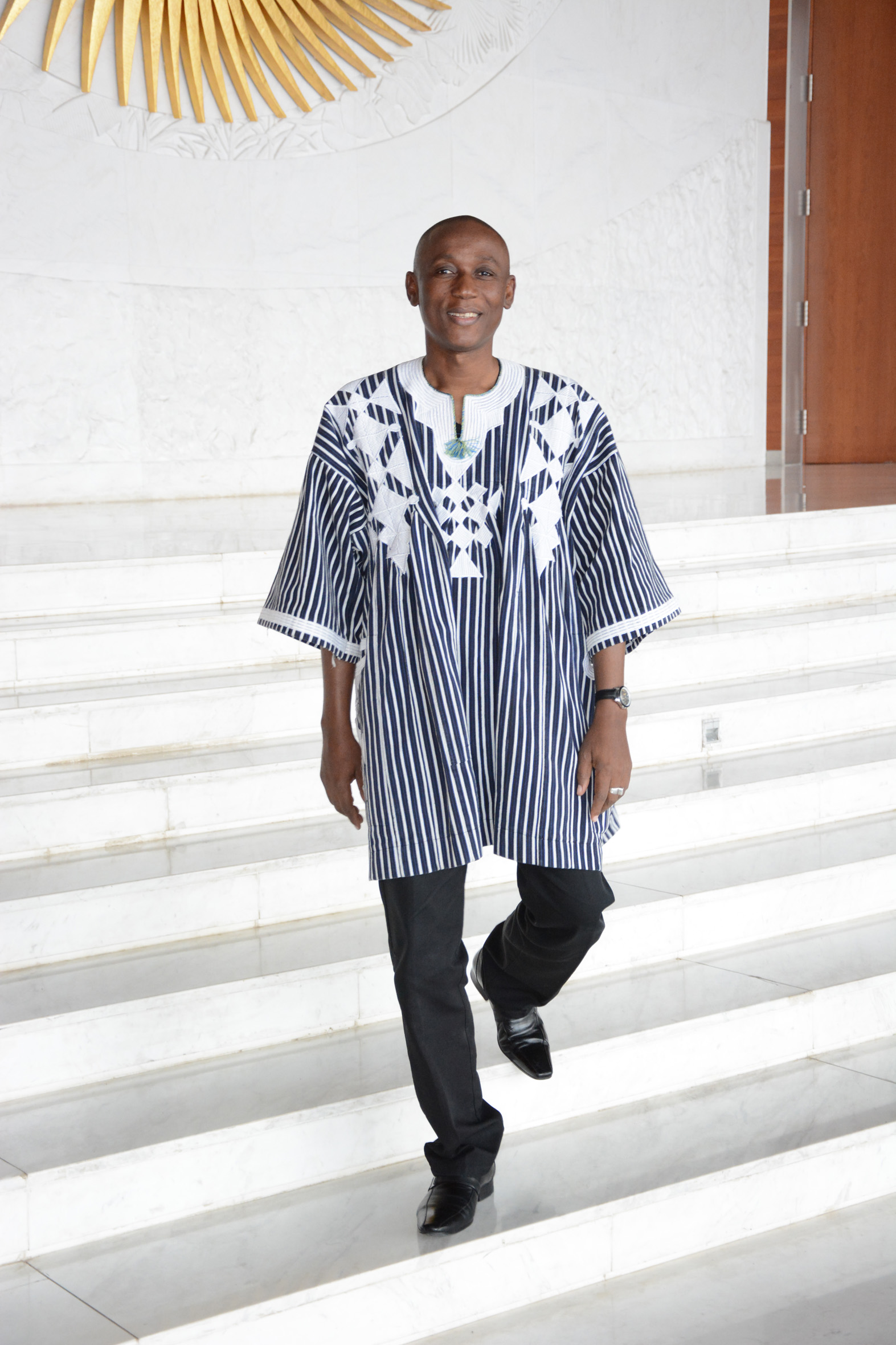
Jean-Baptiste Natama, UA en 2013.

Tenía un Diploma de Estudios Avanzados en derecho y estudios superiores especializados en estrategia y diplomacia.
Participó en la revolución armada dirigida por Thomas Sankara en 1983, y en 1985 en la « guerra de Navidad » entre Mali y Burkina Faso. Tras el asesinato de Thomas Sankara en 1990 el régimen del Frente Popular de Blaise Compaoré lo despojó de sus rangos militares.
Como diplomático luego, fue miembro de varios organismos internacionales, especialmente africanos, ayudando en misiones de la ONU.
En 2006, las autoridades burkinesas le confiaron un puesto en la NEPAD.
Como independiente, se presentó a la Elección presidencial de Burkina Faso de 2015.

## Obra
- Tourbillon et Paroles bleues, 2004
- Les droits de l'Homme et le Mécanisme Africain d’Évaluation par les pairs 2009
- Manifeste pour une Jeunesse responsable, 2013
- Par-dessus la barre haute, Jean-Baptiste Natama un nouveau leadership africain, 2015